# اتحاد عقل و عاقل و معقول
اتحاد عاقل و معقول، اصطلاحی در فلسفه است؛ که به کیفیت ادراک مربوط می‌شود. قاعده «اتحاد عقل و عاقل و معقول» از ابتکارات فلسفی ملاصدرا، فیلسوف ایرانی سده ۱۱ هجری، است. وی معتقد است در تکوین شناخت، قوه شناخت و شخص ادراک‌کننده (مدرِک) و موضوع ادراک‌شونده (مدرَک)، سه چیز مستقل از یکدیگر نیستند. در هر عمل شناخت، وجودی پدید می‌آید که در همان حال که نوعی وجود شیء ادراک‌شونده است در ظرف ادراک، نوعی وجود برای نفس ادراک‌کننده هم هست. نفس ادراک‌کننده این وجود را، که فعل خویش است، به وسیله قوّه فاعله ادراکی خویش آفریده است. این قوّه ادراکی، در حقیقت، خود نفس در مرتبه فعل و تأثیر است.

## تاریخچه

### در فلسفه یونان باستان
به‌طور کلی دو نظر دربارهٔ تاریخچه این قاعده وجود دارد. برخی معتقدند که این قاعده نزد افلاطون و ارسطو مطرح شده‌است. اما برخی معتقدند که این قاعده نزد یونانیان مطرح نبوده‌است. اما برخی دیگر همچون ابراهیمی دینانی بر این باورند این قاعده از دوران باستان مطرح بوده‌است و فرفوریوس آن را به صورت مبسوط مطرح کرده‌است.
افلاطون بر این باور است که عقل نمی‌تواند جدا از معقول تحقق داشته باشد، بلکه عقل و معقول یک چیز هستند. هر چند که افلاطون آشکارا نظریه خود را در این باره بیان نکرده‌است، اما به نظر شرف الدین خراسانی می‌توانیم با کنار هم قرار داد گفته‌های افلاطون به نظریه وی دست یابیم. افلاطون اتحاد عاقل و معقول را در پیوند با مسائلی همچون ایده‌ها (مُثُل)، سازنده جهان و روان (نفس) مطرح کرده‌است. برخی از پرسش‌های اساسی افلاطون ناظر به ارتباط روح و ایده است و این که آیا این دو یک چیز هستند؟ آیا روح همان یک ایده است؟ آیا سازنده جهان در ساختن عالم تابع ایده‌های خودش است یا ایده‌ها در واقع همان اندیشه‌ها هستند؟ افلاطون ایده و روح را از جهت عدم ترکیب، نادیدنی بودن، عدم تغییر و ثابت بودن یکسان می‌داند. افلاطون در کتاب جمهور بیان می‌کند که روح همیشه سعی می‌کند تابع معقولات باشد و مثل آن‌ها عمل کند. در مسئله سازنده جهان با وجود عدم آشکارگی نظر افلاطون می‌توان گفت که سازنده جهان پدیدآورنده جهان و معقولاتی است که اندیشه‌های او به‌شمار می‌روند و نیز در هماهنگی و اتحاد با آن ایده هاست.
این نظریه به‌طور واضح و مشخص نزد ارسطو مطرح شده‌است. ارسطو در دو کتاب دربارهٔ نفس و متافیزیک دربارهٔ این قاعده سخن رانده است.
از سوی دیگر برخی بر این باورند که در دوران کلاسیک مشکل رابطهٔ میان عالم و معلوم یا همان عقل و معقول مطرح نبوده‌است. فرض بر این بوده‌است در ان دوران –دست کم پس از افلاطون- که یک رابطه ای میان عالم و معلوم وجود دارد. سقراط، آن گونه که افلاطون به ما می‌گوید علم را از طریق دیالکتیک استنباط می‌کرده‌است؛ چیزی که به ان نیاز داشته‌اند همان روش مامائی سقراط بوده‌است. عالم در مرکز و ثقل معلوم است. رابطه میان عالم و معلوم تاقرن هفتم ادامه داشت تا این که گالیله روشی را بیان کرد که تجربه گرایی نام داشت. در تجربه گرایی عالم از معلوم دور شد.

### در فلسفه اسلامی
ملاصدرا بیان کرده‌است که این مسئله اتحاد عقل و عاقل و معقول اولین بار توسط فرفوریوس حکیم مشایی مطرح شده‌است. فرفوریوس این مسئله را در مورد چگونگی علم خداوند به موجودات بکار برده است. این مسئله در عین اهمیت، معرکهٔ آراء و نظرهای گوناگون بوده‌است. این مسئله هر چند برای اولین بار در مورد علم خداوند مطرح شده‌است ولی پس از آن برای علوم مجردات همچون عقول و نفوس نیز مطرح شد.
افلاطون آن چیزی را که خداوند به وسیله آن عالم است مثل نوری می‌دانسته است و آن چیزی که انسان به واسطه آن عالم می‌شود را افاضاتی می‌دانسته است که از جانب مثل است.
اخوان صفا بر این باورند که معقول یا معقول‌ها، اموری صوری روحانی هستند که نفس انسان در خوداش می‌تواند آن‌ها را ببیند که پس از مشاهده ای است که نفس ابتدا آن‌ها را در هیولی از طریق حواس خود مشاهده نموده است. اخوان صفا همچنین علم را به عنوان صورتی معلوم می‌دانند که در نفس عالِم است.
سید جعفر سجادی اصل نزاع و منشأ اختلاف در این مسئله را همان علم خداوند به جزئیات و امور تغییرپذیر می‌داند.
بر اساس نظر فارابی و بوعلی و بهمنیار، علم خداوند به اشیاء، عبارت است از این که صورت‌های امور ممکن در ذات خداوند نقش ببیندند اما این حصول به صورت کلی و ذهنی است.
محقق طوسی و قطب الدین شیرازی نیز بر این باور بوده‌اند که خداوند از طریق وجود صورت‌های اشیا در خارج به آن‌ها علم دارد. به بیان ساده آن‌ها می‌پنداشتند که نفس وجود خارجی خود اشیاء متعلق علم خداوند قرار می‌گیرد. قطب الدین شیرازی در این باره چنین نوشته است:
«به‌درستی شناختی که وجود مجرد از ماده محتجب نباشد از ذات پس نفس در این هنگام معقولیت اوست ذات خود را و عقلیت اوست ذات خود را و وجود او عقل باشد و عاقل و معقول و چون تعقل ذات خود می کمند و چون لوازم ذات خود هم بکند و الا تعقل ذات خود بتمامه نکرده باشد چون علم تام بعلت تامه مقتضی علم باشد بمعلوم» (دره التاج، بخش پنجم ص۶۸)
متکلمان معتزلی ملاکی را که برای عالم بودن خداوند بر می‌شمرند همان ثبوت معدومات ممکن در ازل است.
بابا افضل کاشانی می‌گوید که عقل ذات خود را از این حیث که معقول است می‌داند و این بخاطر آن است از حیث این که خود را می‌داند عاقل و عالم است و از این جهت که خودش را دانست معقول است و دانستن خود را نیز دانست.
ملاصدرا نیز بیان کرده‌است که ابن سینا در کتاب مبدأ و معادش برخلاف دیگر کتاب‌هایش، اتحاد عاقل و معقول را پذیرفته است.
به صورت خلاصه می‌توان گفت که مسئله اتحاد عاقل و معقول در مورد مطرح بوده‌است. یکی در مسئله وجود ذهنی و این مطلب که موجودات چگونه در ذهن حاصل می‌شوند و همچنین در مورد علم خداوند به اشیاء که در بالا بدان اشاره شد. اما در ادامه به مسئله وجود ذهنی نیز اشاره ای مختصر می‌شود. در مسئله وجود ذهنی دو نکته وجود دارد. نکته نخست این که هر شی ای دارای دو نحوهٔ وجودی است. یک نحوه همان وجود در خارج است که دارای آثار و منشأ آثار خارجی است و آثاری بر آن بار می‌شود که لازمهٔ وجود خارجی آن است. نحوه دیگر وجود ذهنی است که گر چه آثار وجود خارجی را ندارد ولی آثار مربوط بخوداش را دارد. مانند صورت آتش که گرچه گرم نیست ولی دارای آثار ذهنی همچون علم به آتش است.
نکته دوم این که تقریباً تمام فلاسفه موافق هستند که علم مجردات به ذات خود بنحو اتحاد عقل و عاقل و معقول است.
ملاصدرای شیرازی اتحاد عاقل و معقول را علاوه بر مراتب عالیه و موجودات مفارق و نفس، این بحث را در اتحاد مدرک با مدرک و حس و محسوس نیز سرایت می‌دهد. ملاصدرا گرچه از یک جهت با قول ارسطو در باب چیستی علم موافق است ولی نظر وی را نیز کامل نمی‌داند. توضیح آن که ارسطو علم را از مقوله کیف و گاهی اوقات مضاف می‌داند و در انی مورد صدرا سخن وی را می‌پذیرد و تأیید می‌کند. اما بر خلاف وی که علم را کیف نفسانی می‌داند علم را جوهر نیز می‌داند که حقیقت جواهر است. او همچنین بر خلاف ارسطو نسبت میان علم و جهل را از باب تقابل سلب و ایجاب می‌بیند نه تضاد.

### ابن سینا
فضل الرحمان بر این باور است که ابن سینا به نظریه مشایی تمسک می‌جست که نفس، صورت‌های متعلقات معرفت را دریافت می‌کند و تبدیل به آن‌ها می‌شود به این معنا که فاعل شناسا (مدرک) باید از هر گونه صورت جزئی مستقل و جدا باشد، اگر بناست که فاعل شناسا صورت‌های معقولات را دریافت کند. از سوی دیگر ابن سینا تحت تأثیر این نظریه بود که نفس مبدل به متعلقات اش می‌شود، نظریه ای که ابن سینا به فرفوریوس نسبت می‌داد. ابن سینا نفس را به عنوان محل و مکانی برای صور می‌دانست. ابن سینا موضع واحدی در مورد مسئله اتحاد عاقل و معقول نداشته‌است و گاهی در رد آن سخن گفته‌است و گاهی در تأیید آن شواهدی را ذکر کرده‌است.

#### تایید قاعده
ابن سینا به سه صورت به اتحاد عاقل و معقول اشاره کرده‌است. این سه صورت را می‌توان به صورت زیر بیان کرد:
- عبارت‌هایی از ابن سینا که اتحاد را در مورد نفس انسانی تأیید می‌نماید.

ابن سینا در مقاله نهم از الهیات کتاب شفا به این مطلب اشاره کرده‌است که نفس انسانی به واسطهٔ تعقل به عالَمی عقلانی مبدل می‌شود و با عقل متحد می‌شود و جوهر عاقل همان جوهر معقول می‌شود. ابن سینا در کتاب الهیات نجات نیز موضوع اتحاد را تأیید کرده‌است. وی بیان می‌کند که عقل و عاقل و معقول یکی هستند و حتی از اتحاد نیز رابطه ای محکم تر دارند.
- عبارت‌هایی که اتحاد را هم در مورد ذات الهی و هم در مورد نفس انسانی بیان می‌کند.
- عبارات‌هایی که اتحاد را صرفاً در مورد ذات الهی و نه نفس انسانی به کار می‌برد.[۱۰]

#### رد قاعده
ابن سینا در فصل هفتم از کتاب اشارات و تنبیهات پس از ذکر افرادی از مشائیان که به اتحاد عاقل و معقول باور داشته‌اند، استدلال این افراد بر اتحاد عاقل و معقول را رد می‌کند. او در نمط نهم کتاب اشارات پس از اشاره به فرفوریوس و کتاب وی در باب اتحاد عقل و معقول، شدیداً سخن وی را رد می‌کند و تمام کتاب وی را امور مهمل می‌خواند. او علاوه بر این در طبیعیات شفاء نیز آشکارا اتحاد عاقل و معقول را رد می‌کند. ملاصدرا این تعبیرات را به دو دسته عام و خاص تقسیم کرده‌است. در دسته عام، اتحاد میان دو چیز به‌طور کلی و مطلق نفی شده‌است ولی در رده‌بندی خاص صرفاً اتحاد میان عاقل و معقول را رد می‌کند و نه هر اتحادی را. ابن سینا ابتدا اثبات می‌کند که اتحاد دو شیء را به چه معنایی فرض کنیم باطل است. وی ابتدا می‌گوید اگر اتحاد را به معنای این بگیریم که شیء حالتی را از دست می‌دهد و حالت جدیدی پیدا می‌کند، این سخنی درست است و اگر مراد از اتحاد ترکیب دوشیء و تبدیل شدن به یک شیء سوم باشد، باز هم این معنا بی اشکال است. از سوی دیگر این سینا معتقد است این دو معنا مورد نظر طرفداران اتحاد عاقل و معقول نیست، بلکه معنای مورد نظر آن‌ها این است که یک شیء درست بعینه تبدیل به شیء دیگر شود و وی این معنا را قبول نمی‌کند.
ابن سینا در رد این قول سه احتمال مختلف را مطرح می‌کند و هر سه را مردود می‌شمارد:
- نخست، این که آن دو چیز پس از اتحاد باقی باشند و وجود داشته باشند. این فرض باطل است چون در اتحاد آن دو چیز باقی نمی‌مانند و اگر باقی باشند اساساً دیگر اتحادی در کار نیست.
- دوم، آن که یکی از آن دو چیز باقی بماند و چیز دیگر از بین برود، که خودش دو قسم می‌شود. این قسم نیز به هر دو صورتش محال است؛ چرا که لازمه اتحاد این است که شیء اول اصلاً نابود نشود.
- سوم، آن که هر دو شیء معدوم باشد که اصلاً خلاف فرض است.

این سینا نتیجه می‌گیرد که هیچ فرض معقولی را نمی‌توان برای اتحاد به این معنا در نظر گرفت.
در باب اتحاد نفس عاقل با معقول نیز این سینا به این باور دارد که اگر نفس با تعقل چیزی بتواند با آن متحد شود، آن گاه نفس قبل از اتحاد با آن چیز را در نظر می‌گیریم که آیا پس از عمل اتحاد کماکان بر حالت قبلی خود باقی مانده است یا این که پس از اتحاد، نفس تغییر کرده‌است. اگر نفس بر حالت قبل از اتحاد، حتی پس از اتحاد باقی مانده باشد، این باطل است؛ چرا که باعث می‌شود که تعقل و عدم تعقل یک چیز برای نفس امری واحد باشد که امر نامعقولی است. اما در حالت دوم تغییر نفس پس از اتحاد از دو حال خارج نیست، یا حالت پیشین را از دست داده و حالت جدیدی را گرفته‌است، که حالت معقولی است، ولی در آن اتحاد وجود ندارد. صورت دوم آن است که پس از تغییر و تعقل، ذات نفس معدوم شده باشد و چیز دیگری به وجود آمده باشد. در این جا هم اتحادی وجود ندارد چون در اتحاد هر دو شی باید موجود باشند.

## توضیح قاعده
ملاّصدرا در کتاب اسفار اربعه در فصل «فی بیان ان التعقل عبارة عن اتحاد جوهر العاقل بالمعقول» موضوع را این طور توضیح می‌دهد:
مسئله این است که نفس انسان چطور به صورت اشیاء علم پیدا می‌کند. صورت اشیاء دو گونه است. یک گونه، صورت مادی است که مبتنی بر ماده و ویژگی‌های آن نظیر وضع و مکان است. این صورت در حالت مادیش نه تنها قابل تعقل نیست بلکه قابل ادراک حسی نیز نیست. یعنی فقط صورت مجرد شیء مادی ذاتاً قابل احساس است و صورت مادی آن بالعرض محسوس است.
گونه دوم، صورت مجرد از ماده و ویژگی‌های آن است. اگر تجرد کامل باشد، صورت مذکور معقول بالفعل است و اگر تجرد آن ناقص باشد، متخیل یا محسوس بالفعل است. بنابر توضیح ملاصدرا، تعقل زمانی میسر است که عاقل و معقول متحد باشند، زیرا تعقل به معنای آن است که وجود معقول برای عاقل حاضر باشد.
ملاصدرا نیز همچون ابن سینا انواع اتحاد را مطرح کرده‌است. ملاصدرا در حاشیه الهیات شفاء اتحاد میان ماده وصورت را از نوع اتحاد ترکیبی می‌داند اما در کتاب اسفار به سه نوع از اتحاد اشاره کرده‌است و معتقد است که تنها دو نوع از سه قسم محال است.
قسم اول در جایی است که دو موجود یا یکدیگر یک موجود واحد را تشکیل دهند که امری محال است همان‌طور که ابن سینا گفته‌است.
قسم دوم آن است که دو مفهوم یا دو ماهیت مبدل به امری واحد شوند که این قسم هم محال است چرا که تغایر مفاهیم مانع از این است که آن‌ها به امری واحد تبدیل شوند. مفاهیم گر چه از نظر موجودیت و تحقق امری واحد هستند ولی از نظر مفهوم بودن، دو جیز کاملاً مغایر با یکدیگر هستند و اتحاد در آن‌ها از نظر مفهوم بودن بی معناست.
قسم دیگری که ملاصدرا آن را درست و صحیح می‌داند آن جاست که موجود به نحوی تغییر کند که مفهوم غیرقابل صدق قبل از تغییر و استکمال بر آن، پس از تغییر و استکمال بر آن صدق کند. یعنی موجود ناقصی مبدل به موجودی کامل گردد چنان‌که فرد جاهل یه عالم مبدل می‌گردد. اتحاد در این جا امری ممکن بلکه محقق است. ملاصدرا معتقد است که در اتحاد عاقل و معقول، نفس با عقل متحد می‌شود چنان‌که نفس در ابتدای زندگانی خود به صورت بالقوه ظاهر می‌شود ولی با توجه به کمالی که پیدا می‌کند با عقول برتر می‌تواند متحد شود.